# Val di Mazara (olio di oliva)
Val di Mazara (DOP) è un olio di oliva a denominazione di origine protetta che si produce in tutti i comuni della provincia di Palermo e nei seguenti comuni di quella di Agrigento: Alessandria della Rocca, Bivona, Burgio, Calamonaci, Caltabellotta, Cattolica Eraclea, Cianciana, Lucca Sicula, Menfi, Montallegro, Montevago, Ribera, Sambuca di Sicilia, Santa Margherita del Belice, Sciacca, Villafranca Sicula.
Deve essere prodotto per almeno il 90% da: Biancolilla, Nocellara del Belice e Cerasuola, singoli o insieme.